# Ernst Kossak

Ernst Kossak (1814–1880)

Ernst Ludwig Kossak (* 4. August 1814 in Marienwerder, Westpreußen; † 3. Januar 1880 in Berlin) war ein deutscher Journalist und Schriftsteller. Er gilt als "Vater" bzw. "Schöpfer" des Berliner Feuilletons im 19. Jahrhundert.

## Leben
Kossak absolvierte das Gymnasium in Danzig, studierte von 1834 bis 1837 in Berlin Philologie, Geschichte und Musik, bildete sich zum Pianisten aus und beschäftigte sich eingehend mit Generalbass und Kompositionslehre. Nach seinem Studium war er in Berlin als Klavierlehrer tätig und arbeitete als Musikkritiker für zahlreiche Zeitungen und Zeitschriften. 1846 übernahm er die Musikkritik für die neu gegründete liberale Berliner Zeitungs-Halle, 1848 das Feuilleton der Berliner Constitutionellen Zeitung. Kossak redigierte 1852/53 das Berliner Musik-Zeitung Echo, gründete 1853 die Berliner Feuerspritze. Löschblatt für brennende Fragen (bis 1854) und seit dem 26. Dezember 1854 die Berliner Montags-Post. Zeitung für Politik, Gesellschaft, Literatur und Kunst, die er bis 1864 herausgab. Nebenher arbeitete er als Berlin-Korrespondent und -Feuilletonist für zahlreiche auswärtige Tageszeitungen, vor allem für die Kölnische Zeitung, die Königsberger Hartungsche Zeitung, die Hamburger Nachrichten und die Schlesische Zeitung in Breslau.
Zwischen 1853 und 1856 gab der angesehene Kritiker und Feuilletonist zudem mit Adolf Anderssen die Schachzeitung der Berliner Schachgesellschaft heraus. Auch einige Schachaufgaben komponierte er.
1857 verursachte ein erster Schlaganfall bei Kossak ein Augenleiden. Zehn Jahre später erlitt er einen weiteren Schlaganfall, der zu schweren körperlichen Lähmungen führte und ihn weitestgehend arbeitsunfähig machte. Kossak war seit 1870 auf die Unterstützung der Deutschen Schillerstiftung angewiesen. Erst der Tod erlöste ihn von einem mehr als zehnjährigen Siechtum.
Kossak wurde im Januar 1880 auf dem Berliner Matthäikirchhof bestattet. Sein Grab, das eine schwarze Marmorsäule zierte, ist heute eingeebnet und nicht mehr auffindbar.

## Werke
- Aphorismen über Rellstab's Kunstkritik. Esslinger, Berlin 1846.
- Die Berliner Kunstausstellung im Jahre 1846. Illustriert von Wilhelm Scholz. Berlin 1846.
- Berlin und die Berliner. Humoresken, Skizzen und Charakteristiken. Hofmann, Berlin 1851.
- Humoresken. Aus dem Papierkorbe eines Journalisten. Gesammelte Aufsätze. Trowitsch, Berlin 1852. 2. verm. Auflage: Berlin, 1859.
- Pariser Stereoskopen. Stage, Berlin 1855, Digitalisat.
- Historietten. 2 Bände. Stage, Berlin 1856.
- Aus dem Wanderbuche eines literarischen Handwerksburschen. Stage, Berlin 1856.
- Schweizerfahrten. Brockhaus, Leipzig 1858, Digitalisat.
- Berliner Silhouetten. Berlin 1859.
- Berliner Federzeichnungen. 6 Bände. Janke, Berlin 1859–1865. Neue Ausgabe: 1875.
- Reisehumoresken. Auf einer Wanderung durch die Schweiz und Ober-Italien. 2 Bände. Berlin 1863.
- Aus dem Papierkorbe eines Journalisten. Feuilletons. Ausgewählt und hrsg. von Heinz Knobloch. Ill. von Paul Rosié. Berlin: Eulenspiegel-Verlag 1976.

Herausgeberschaft

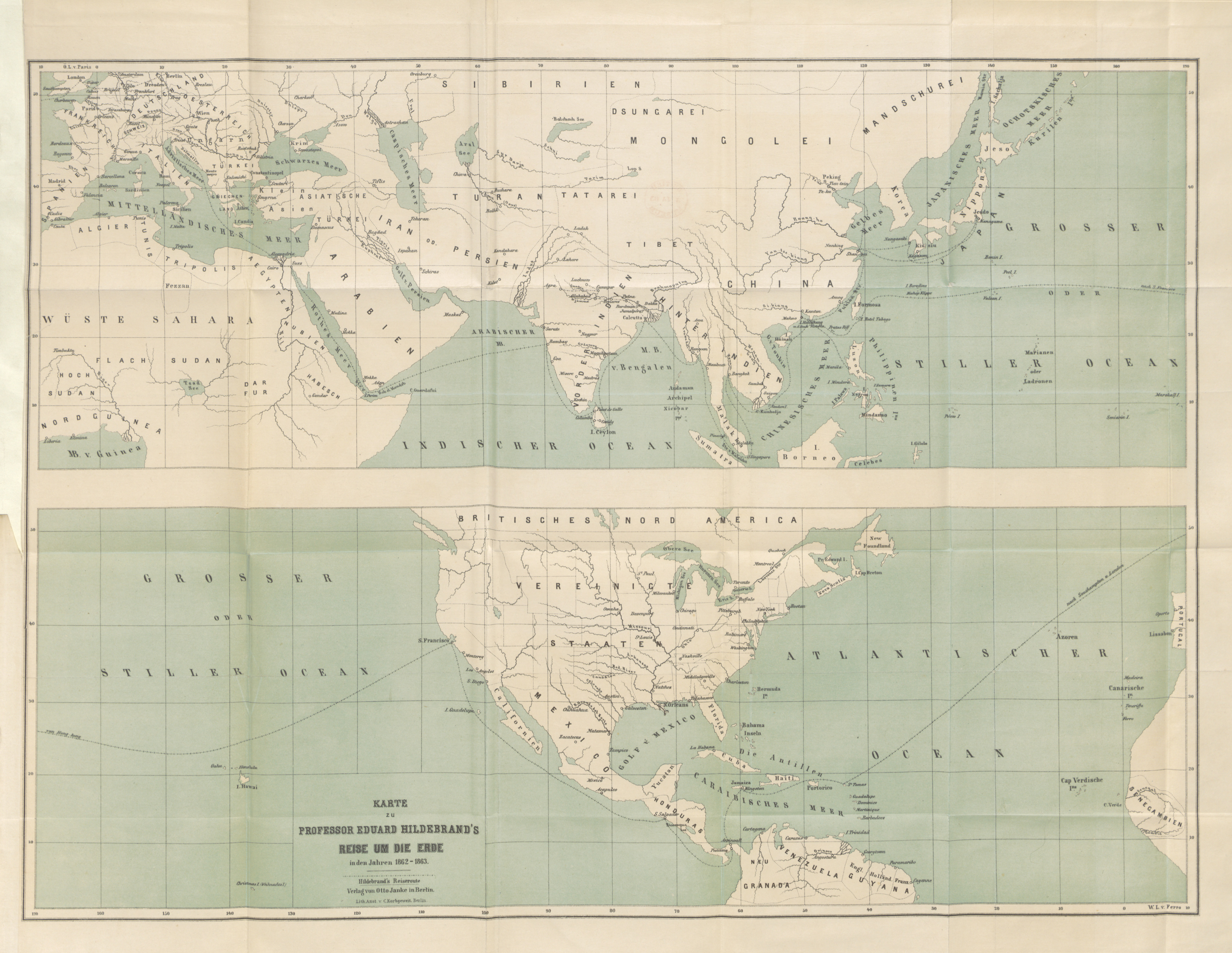
Hildebrandts Weltreise 1861–1862

- Eduard Hildebrandt's Reise um die Erde. Nach seinen Tagebüchern und mündlichen Berichten erzählt von Ernst Kossak. 3 Bände. Janke, Berlin 1867. (6. Aufl. 1879)